# Димитрије Дишко Марић
Димитрије Дишко Марић (Јагодина, 25. фебруар 1935) српски је сликар.

## Биографија
Димитрије Марић, у домаћој и светској јавности познатији као Дишко, рођен је 25. фебруара 1935. године у Јагодини од оца Војислава Марића и мајке Косаре. Родитељи су му били просветни радници (учитељи дефектолози). Породица се пред почетак Другог светског рата, у лето 1939. године, преселила у Београд. Завршио је основну школу „Доситеј Обрадовић” на Душановцу, а гимназију на Дедињу. Дипломирао је на Академији ликовних уметности у Београду 1958. године у класи Зоре Петровић.
Завршивши Академији осмислио је нову технику сликања (темпера и восак). Прву самосталну изложбу отворила му је Катарина Амброзић у Београду марта 1959. године, у Атељеу 212. Излагао је и на групним изложбама независних сликара 1958, 1961, 1962. и 1964. године у Београду на Дан слободе.
У Паризу је излагао први пут на изложби „Формe и Боје” (Formes et Couleurs) децембар 1960. године – март 1961. године - у галерији Бернхајм Жен (Bernheim-Jeune). У истој галерији, на изложби од импресиониста до наших дана „На таласима воде” (Au FIL de l’EAU), 1961. био је заступљен са пет радова. Приликом отварања галерије Мишел Добервил (Michel Dauberville) 1962. године на изложби под називом
„Сортилеж” (Sortilege), изложене су – поред импресиониста – и слике савремених сликара, а јануара и фебруара 1963. имао је и своју самосталну изложбу у истој галерији.
У наставку је учествовао на изложби „40 слика на крају године” (40 toiles de fin d’anneé), од новембра 1963. до фебруара 1964, а јануара 1964. у галерији Мишел Добервил излагао је на изложби „Мали формат” (Petit Format).
Галерија Жак Казанова (Jacques Casanova) приредила му је самосталну изложбу у мају 1965. године. Августа 1965. године излагао је у групи Шест сликара у галерији Вик-Енд (Week-End) у Сен Пол де Вансу (Saint Paul de Vence). У октобру исте године учествовао је на изложби „Мали формати из Париза” (L’Petits formats de Paris), приређеној у Хамбургу. А фебруара 1966. године у Паризу у галерији Жак Казанова излагао је на изложби групе под називом „03”, затим је имао и две самосталне изложбе, 1971. и 1974. године, у истој галерији.
У Београду у Галерији Културног центра приредио је 1966. године самосталну изложбу, а у Народном музеју на изложби „Теме и технике” изложена је његова слика „На балкону”. У Њујорку у галерији „Јелица” (Yelitza) 1969. године излагао је са Љубицом Цуцом Сокић и Иваном Табаковићем. Дишкове и Цуцине слике су откупљене.
Са великом српском глумицом Невенком Урбановом упознао се 1955. године случајним сусретом на степеницама Народног позоришта у Београду и више се нису раздвајали. Био је са њом и у најтежим тренуцима када је напуштала сцену Народног позоришта и пружио јој доживотну подршку.